# Cathédrale d'Eichstätt
La cathédrale Notre-Dame-Saint-Sauveur-et-Saint-Willibald d'Einchstätt aussi nommée Dom Sankt Salvator est une cathédrale catholique romaine située à Eichstätt en Bavière (Allemagne).
Elle fut achevée en 1718. Elle est l'église cathédrale du diocèse catholique d'Eichstätt.

## Présentation
La cathédrale  Notre-Dame-Saint-Sauveur-et-Saint-Willibald d'Einchstätt est du style architectural gothique (flamboyant et tardif) avec une façade baroque. L'église, remontant à la construction fondatrice de saint Willibald avec une première église en pierre au VIIIe siècle, est considérée comme l'un des monuments médiévaux les plus importants de Bavière, notamment pour son cloître et sa salle funéraire à deux nefs.

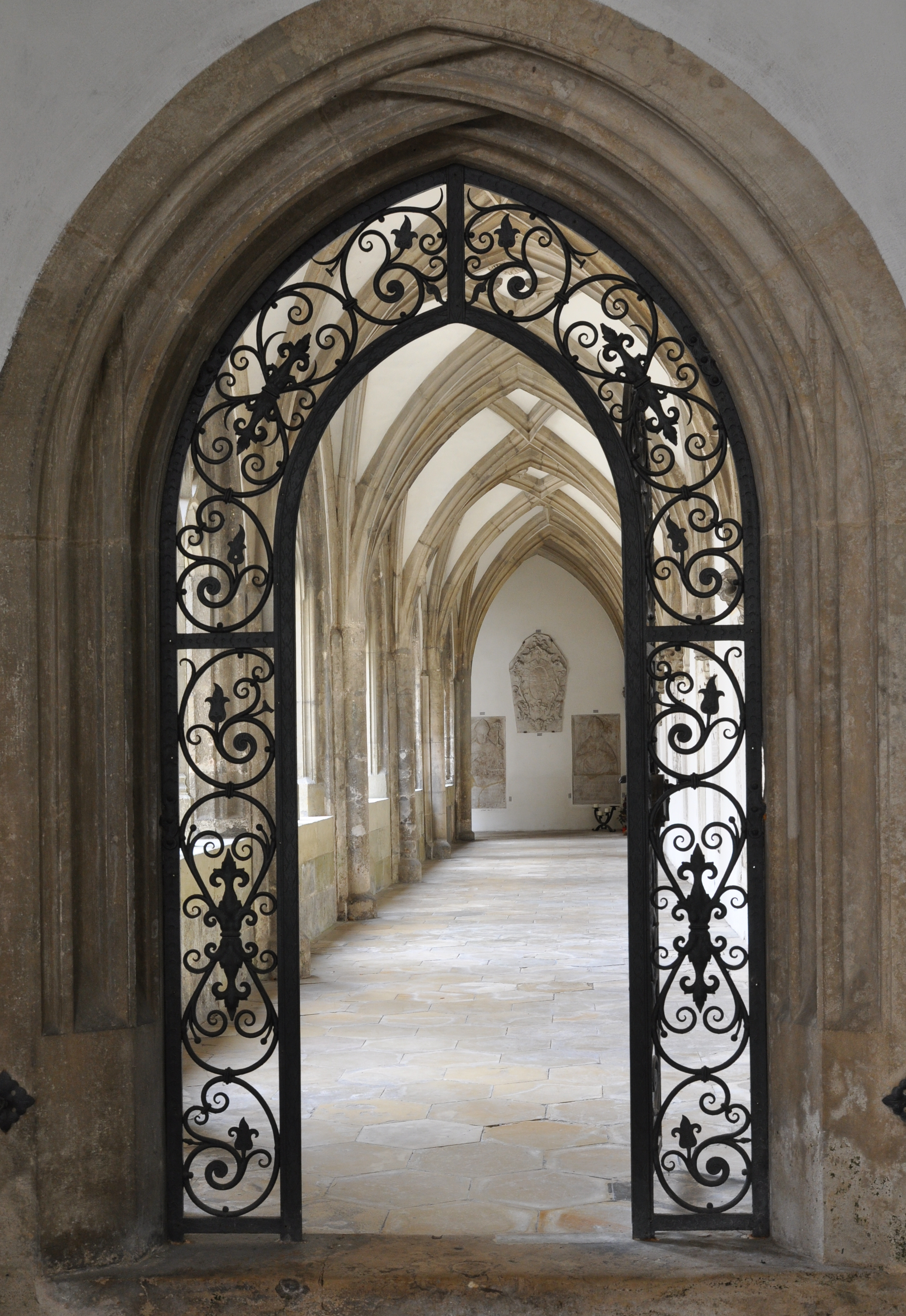
Aile sud du cloître.
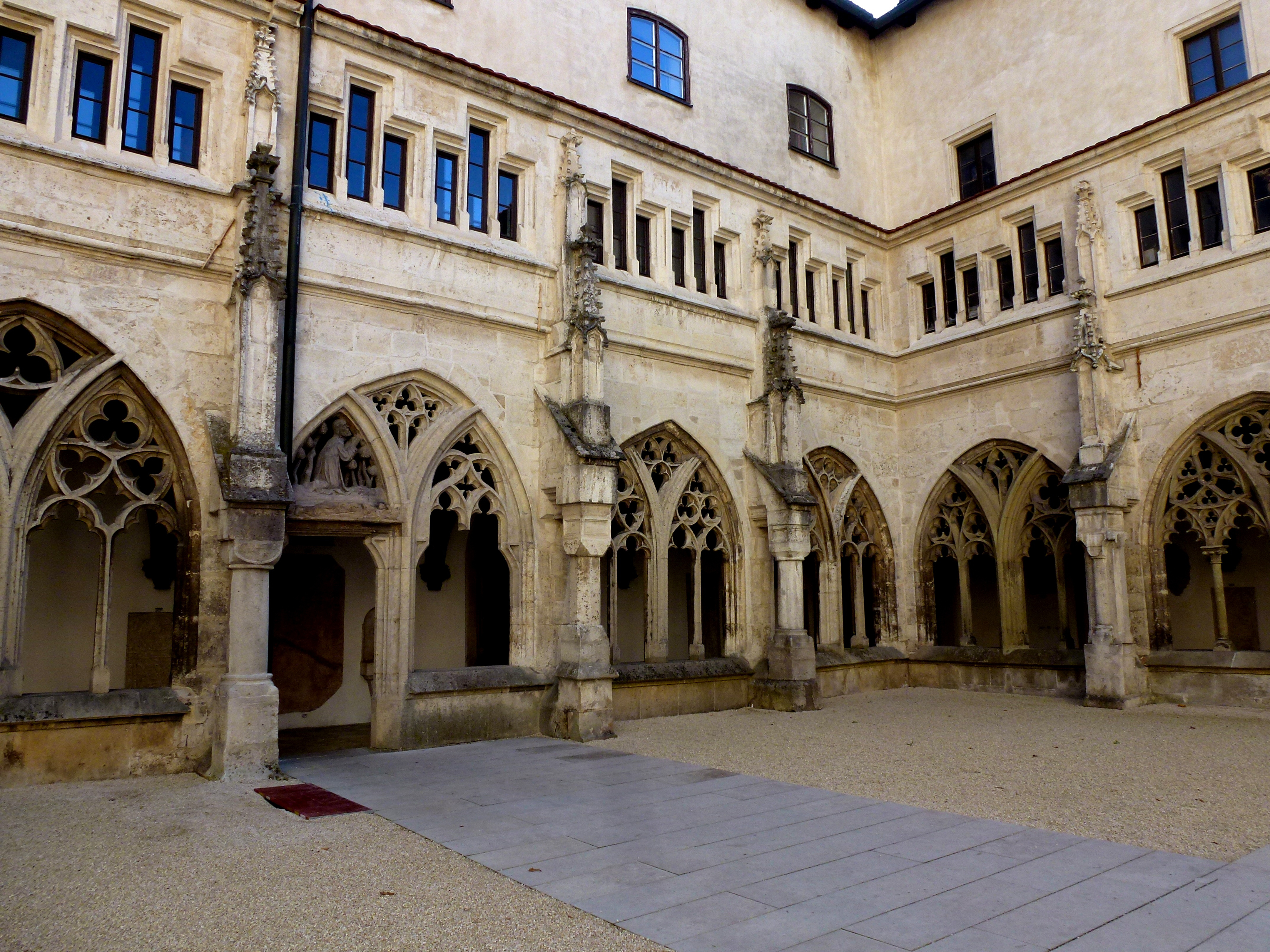
Le cloître.
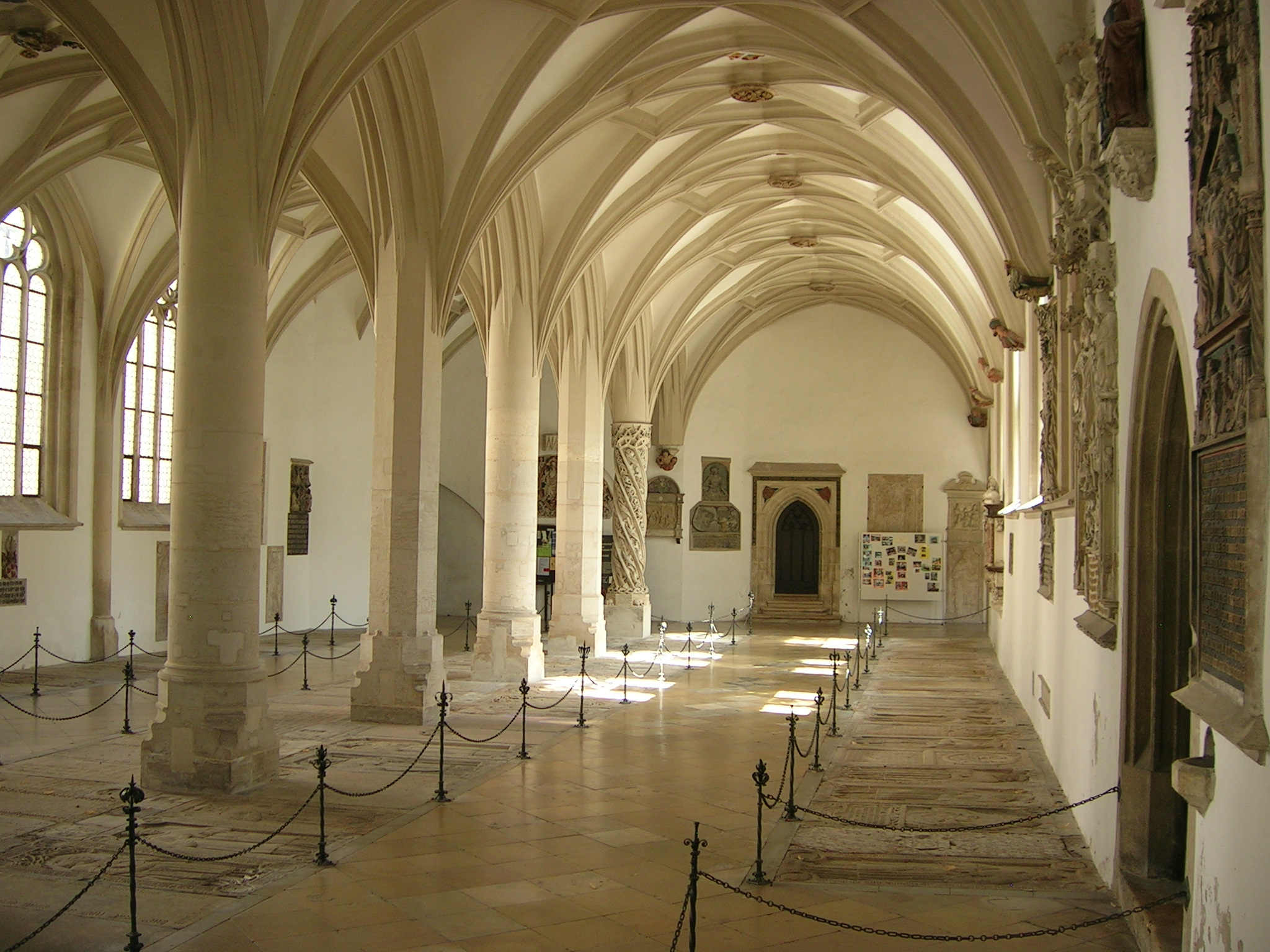
La salle funéraire.

## Source
- Cathédrale d'Eichstätt sur structurae.info